# U-23-Fußball-Europameisterschaft 1974
Die zweite U-23-Fußball-Europameisterschaft, auch als II. Europameisterschaft der Nachwuchsmannschaften bezeichnet, fand von 1972 bis 1974 statt. An ihr nahmen Auswahlmannschaften von Spielern unter 23 Jahren aus 21 Verbänden teil. Den Europameistertitel gewann Ungarn nach zwei Finalspielen gegen die DDR. Titelverteidiger ČSSR scheiterte im Viertelfinale am Finalgegner der EM 1972 UdSSR.
Die Mannschaften aus der Bundesrepublik Deutschland und Österreich schieden in der Gruppenphase aus. Die Schweiz und Spanien nahmen an dem Wettbewerb, im Gegensatz zur ersten Auflage 1972, nicht teil. 

## Modus
Die 21 gemeldeten Mannschaften wurden auf fünf Dreier- und drei Zweiergruppen aufgeteilt, die in Hin- und Rückspielen „Jeder gegen Jeden“ einen Gruppensieger ermittelten. Die Gruppenersten erreichten das Viertelfinale; ab dieser Runde wurden im K.-o.-System in Hin- und Rückspiel die Teilnehmer der jeweils nächsten Runde ausgespielt. Zur Ermittlung der Sieger wurden bei Punkt- und Torgleichheit erstmals die Auswärtstorregel und das Elfmeterschießen angewandt.

## Qualifikation

### Gruppe 1
Tabelle
| Pl. | Land       | Sp. | S | U | N | Tore    | Diff. | Punkte |
| --- | ---------- | --- | - | - | - | ------- | ----- | ------ |
| 1.  | ČSSR (TV)  | 4   | 3 | 0 | 1 | 009:300 | +6    | 06:20  |
| 2.  | Schweden   | 4   | 2 | 1 | 1 | 006:500 | +1    | 05:30  |
| 3.  | Österreich | 4   | 0 | 1 | 3 | 001:800 | −7    | 01:70  |

Spielergebnisse
| Österreich | – | Schweden | 1:1 |
| Österreich | – | ČSSR     | 0:1 |
| Schweden   | – | ČSSR     | 0:3 |

### Gruppe 2
Tabelle
| Pl. | Land    | Sp. | S | U | N | Tore    | Diff. | Punkte |
| --- | ------- | --- | - | - | - | ------- | ----- | ------ |
| 1.  | Italien | 2   | 2 | 0 | 0 | 004:100 | +3    | 04:0   |
| 2.  | Türkei  | 2   | 0 | 0 | 2 | 001:400 | −3    | 0:40   |

Spielergebnisse
| Italien | – | Türkei | 1:0 |

### Gruppe 3
Tabelle
| Pl. | Land        | Sp. | S | U | N | Tore    | Diff. | Punkte |
| --- | ----------- | --- | - | - | - | ------- | ----- | ------ |
| 1.  | Niederlande | 2   | 2 | 0 | 0 | 004:100 | +3    | 04:0   |
| 2.  | Norwegen    | 2   | 0 | 0 | 2 | 001:400 | −3    | 0:40   |

Spielergebnisse
| Norwegen | – | Niederlande | 1:3 |

### Gruppe 4
Tabelle
| Pl. | Land     | Sp. | S | U | N | Tore    | Diff. | Punkte |
| --- | -------- | --- | - | - | - | ------- | ----- | ------ |
| 1.  | DDR      | 4   | 3 | 0 | 1 | 010:300 | +7    | 06:20  |
| 2.  | Rumänien | 4   | 1 | 1 | 2 | 005:600 | −1    | 03:50  |
| 3.  | Albanien | 4   | 1 | 1 | 2 | 003:900 | −6    | 03:50  |

Spielergebnisse
| Albanien | – | Rumänien | 1:1 |
| Albanien | – | DDR      | 1:0 |
| Rumänien | – | DDR      | 1:2 |

### Gruppe 5
Tabelle
| Pl. | Land           | Sp. | S | U | N | Tore    | Diff. | Punkte |
| --- | -------------- | --- | - | - | - | ------- | ----- | ------ |
| 1.  | Polen          | 4   | 3 | 1 | 0 | 009:300 | +6    | 07:10  |
| 2.  | BR Deutschland | 4   | 2 | 1 | 1 | 007:300 | +4    | 05:30  |
| 3.  | Dänemark       | 4   | 0 | 0 | 4 | 001:110 | −10   | 0:80   |

Spielergebnisse
| Dänemark | – | Polen          | 0:2 |
| Dänemark | – | BR Deutschland | 0:2 |
| Polen    | – | BR Deutschland | 3:2 |

### Gruppe 6
Tabelle
| Pl. | Land      | Sp. | S | U | N | Tore    | Diff. | Punkte |
| --- | --------- | --- | - | - | - | ------- | ----- | ------ |
| 1.  | Bulgarien | 2   | 1 | 1 | 0 | 002:100 | +1    | 03:10  |
| 2.  | Portugal  | 2   | 0 | 1 | 1 | 001:200 | −1    | 01:30  |

Spielergebnisse
| Bulgarien | – | Portugal | 0:0 |

### Gruppe 7
Tabelle
| Pl. | Land         | Sp. | S | U | N | Tore    | Diff. | Punkte |
| --- | ------------ | --- | - | - | - | ------- | ----- | ------ |
| 1.  | Ungarn       | 4   | 3 | 0 | 1 | 006:600 | ±0    | 06:20  |
| 2.  | Jugoslawien  | 4   | 2 | 0 | 2 | 006:300 | +3    | 04:40  |
| 3.  | Griechenland | 4   | 1 | 0 | 3 | 004:700 | −3    | 02:60  |

Spielergebnisse
| Jugoslawien  | – | Ungarn       | 4:0 |
| Griechenland | – | Jugoslawien  | 2:0 |
| Ungarn       | – | Griechenland | 2:0 |

### Gruppe 8
Tabelle
| Pl. | Land       | Sp. | S | U | N | Tore    | Diff. | Punkte |
| --- | ---------- | --- | - | - | - | ------- | ----- | ------ |
| 1.  | UdSSR      | 4   | 3 | 0 | 1 | 008:100 | +7    | 06:20  |
| 2.  | Finnland   | 4   | 1 | 1 | 2 | 003:800 | −5    | 03:50  |
| 3.  | Frankreich | 4   | 1 | 0 | 3 | 005:700 | −2    | 02:60  |

Spielergebnisse
| Finnland | – | Frankreich | 1:3 |
| UdSSR    | – | Frankreich | 3:1 |
| UdSSR    | – | Finnland   | 4:0 |

## Finalrunde

### Viertelfinale
|             | Gesamt |                  | Hinspiel | Rückspiel |
| ----------- | ------ | ---------------- | -------- | --------- |
| Ungarn      | 4:3    | Niederlande      | 3:1      | 1:2       |
| DDR         | 3:1    | Italien          | 2:1      | 1:0       |
| Polen       | 2:1    | Bulgarien        | 0:0      | 2:1       |
| Sowjetunion | 7:2    | Tschechoslowakei | 6:0      | 1:2       |

### Halbfinale
|             | Gesamt          |        | Hinspiel | Rückspiel |
| ----------- | --------------- | ------ | -------- | --------- |
| Sowjetunion | 2:2 (3:4 i. E.) | Ungarn | 2:0      | 0:2 n. V. |
| DDR         | 2:2             | Polen  | 0:0      | 2:2       |

### Finale
|     | Gesamt |        | Hinspiel  | Rückspiel |
| --- | ------ | ------ | --------- | --------- |
| DDR | 3:6    | Ungarn | 3:2 (1:2) | 0:4 (0:1) |

#### Hinspiel
| DDR                                             | DDR | Ungarn | Ungarn |
| ----------------------------------------------- | --- | --- | ------ |
| DDR                                             | \| 15. Mai 1974 in Dresden (Dynamo-Stadion) \| \| Ergebnis: 3:2 (1:2) \| \| Zuschauer: 17.000 \| \| Schiedsrichter: Michel Kitabdjian ( Frankreich) \|                                                                              | \| 15. Mai 1974 in Dresden (Dynamo-Stadion) \| \| Ergebnis: 3:2 (1:2) \| \| Zuschauer: 17.000 \| \| Schiedsrichter: Michel Kitabdjian ( Frankreich) \| | Ungarn |
| DDR                                             | Claus Boden; Hans-Jürgen Dörner, Gerd Kische, Christian Helm; Gunter Sekora; Reinhard Häfner, Frank Terletzki; Lutz Moldt (62. Klaus Decker), Dieter Riedel, Frank Richter (74. Peter Kotte), Gert Heidler Cheftrainer: Werner Wolf | Ferenc Mészáros; Horváth, Péter Török, Harsanyi, Mihály Kántor; Fekete, Ede Dunai, Tóth (60. Kunszt); Nagy, Kiss, Becsei Cheftrainer: László Sárosi    | Ungarn |
| DDR                                             | 1:0 Frank Terletzki (28.) 2:2 Frank Terletzki (47., FE) 3:2 Gert Heidler (85.) | 1:1 Kiss (30.) 1:2 Horvath (43.) | Ungarn |
| 15. Mai 1974 in Dresden (Dynamo-Stadion)        | | |        |
| Ergebnis: 3:2 (1:2)                             | | |        |
| Zuschauer: 17.000                               | | |        |
| Schiedsrichter: Michel Kitabdjian ( Frankreich) | | |        |

#### Rückspiel
| Ungarn                                      | Ungarn | DDR | DDR |
| ------------------------------------------- | --- | --- | --- |
| Ungarn                                      | \| 28. Mai 1974 in Budapest \| \| Ergebnis: 4:0 (1:0) \| \| Zuschauer: 17.000 \| \| Schiedsrichter: Paul Schiller ( Österreich) \| | \| 28. Mai 1974 in Budapest \| \| Ergebnis: 4:0 (1:0) \| \| Zuschauer: 17.000 \| \| Schiedsrichter: Paul Schiller ( Österreich) \|                                                                              | DDR |
| Ungarn                                      | Meszaros; Horvath, Török, Harsanyi, Kantor; Fekete, Dunai, Toth; Nagy, Kiss, Várady                                                | Claus Boden; Hans-Jürgen Dörner, Detlef Enge, Albert Krebs, Gunter Sekora; Reinhard Häfner, Christian Helm (74. Joachim Müller), Klaus Decker, Frank Terletzki; Frank Richter (68. Dieter Riedel), Gert Heidler | DDR |
| Ungarn                                      | 1:0 Tóth (41.) 2:0 Varadi (48.) 3:0 Varadi (60.) 4:0 Fekete (62.)                                                                  | | DDR |
| 28. Mai 1974 in Budapest                    | | |     |
| Ergebnis: 4:0 (1:0)                         | | |     |
| Zuschauer: 17.000                           | | |     |
| Schiedsrichter: Paul Schiller ( Österreich) | | |     |